# Vlag van Súdwest-Fryslân

Vlag van Súdwest-Fryslân

De vlag van Súdwest-Fryslân bestaat uit het beeldmerk van de gemeente Súdwest-Fryslân in de Nederlandse provincie Friesland. Het bestaat uit de gestileerde letters SWF in de drie verschillende kleuren met daaronder de tekst "Gemeente Súdwest-Fryslân".  De vlag is een logovlag en toont het gemeentelogo op een witte achtergrond. Logovlaggen worden niet opgenomen in het vlaggenregister van de Hoge Raad van Adel omdat ze zich niet aan de regels van de vlaggenleer houden. Onbekend is wie de ontwerper is, eveneens is het onbekend wanneer het logo in gebruik werd genomen. Alle steden binnen de nieuwe gemeente behielden hun eigen stadsvlag.

## Geschiedenis
In 2011 fuseerden de gemeenten Bolsward, Nijefurd, Sneek, Wonseradeel (Wûnseradiel) en Wymbritseradeel (Wymbritseradiel) tot de huidige gemeente Súdwest-Fryslân. De Fryske Rie foar Heraldyk had een vlag en wapen ontworpen voor de nieuwe gemeente bestaande een Friese Adelaar en vijf ruiten in de kleuren van Westergo. De Hoge Raad van Adel was tegen het gebruik van het ruitenkruis omdat het ruitenkruis in Friesland historisch gezien niet voorkomt. De gemeente steunde unaniem het voorstel van de Hoge Raad. De vlag verdween daarmee samen met het wapen van het toneel.

## Niet uitgevoerd ontwerp
Aan de broekingzijde bestaat de vlag uit vijf banen in de kleuren van de Friese halve adelaar (zwart en goud). De twee zwarte banen staan voor de stedelijke gemeenten Sneek en Bolsward en de drie gouden banen representeren Wymbritseradeel, Nijefurd en Wonseradeel. 
De vlucht van de vlag heeft dezelfde blauwe kleur als het eerste gemeentewapen. Hier komen vijf ruiten terug, ook deze staan voor de vijf gefuseerde gemeenten. De ruiten zijn geplaatst in de vorm van een ganzenvlucht. De motivatie hierbij was dat Súdwest-Fryslân een ganzenland bij uitstek is.

## Afbeeldingen
De door de Fryske Rie foar Heraldyk ontworpen vlag en het bijbehorende wapen:

? Niet uitgevoerd ontwerp (ratio 2:3)
Eerste wapen